# Treball social
El treball social és una professió basada en la pràctica i una disciplina acadèmica que promou el benestar d'individus, grups i comunitats, facilita la cohesió social en períodes de canvi i dona suport i protecció als membres més vulnerables de la comunitat, treballant conjuntament amb els usuaris, institucions i professionals. Per algunes persones les situacions de conflicte o canvi afecten la seva capacitat d'autonomia i d'autosuficiència i necessiten ajut i orientació. D'altres necessitaran assistència, suport i protecció. Els treballadors i treballadores socials donen resposta a aquestes necessitats: realitzen una contribució essencial a la promoció de la cohesió social, tant a través d'un treball preventiu, com donant resposta als problemes socials. El treball social és, per tant, una inversió per al futur benestar dels països.

## Història
Es va defendre per primera vegada l'assistència social com una qüestió de justícia (és a dir, com a responsabilitat de l'administració pública) i no de caritat, a l'obra De subventione pauperum, de Joan Lluís Vives i March.
El treball social va néixer a finals del segle xix a Europa i als Estats Units d'Amèrica com una pràctica social que intentava donar resposta als greus problemes que el procés d'industrialització va provocar. Mantenia una doble vessant:
1. La intervenció dirigida a oferir ajut a persones, famílies, grups o col·lectius que es trobaven en situació de conflicte o necessitat, a causa de la immigració, malaltia, abandonament, manca d'habitatge, alcoholisme o altres dificultats.
2. L'acció social per a millorar les condicions de vida dels grups més vulnerables de la població: la promoció de lleis, la creació de serveis i ajuts socials i la participació activa de la població en la resolució dels seus problemes.

Des d'un principi, els futurs treballadors socials es van caracteritzar per donar un ajut directe, basat en el contacte personal, en la comprensió i en el suport emocional de les persones ateses. Aquesta pràctica social estava presidida per uns criteris de valor, orientats per l'ideal d'aconseguir una societat més justa, més democràtica i més solidària. Per aquest motiu es dirà més endavant que el treball social té un caràcter ètic i "proactiu", ja que la seva finalitat serà sempre millorar les condicions personals i socials del conjunt de la població.
Aquella activitat social va esdevenir una professió a principis del segle xx, quan es van sistematitzar les tècniques de recollida de dades dels usuaris (estudi i diagnosi), es van crear metodologies d'intervenció psicosocial amb individus, famílies, grups i comunitats i se'n van poder avaluar els resultats. El treball social té un caràcter científic perquè elabora dades empíriques que permeten construir un coneixement sobre les necessitats psico-socials que presenten els usuaris dels serveis i perquè incorpora conceptes i teories pròpies i d'altres disciplines.
El treball social té unes arrels i uns trets comuns que el caracteritzen a nivell internacional, però és també una professió molt lligada al context i al moment social i cultural de cada país. A l'Estat espanyol, tot i que la primera escola es crea a Barcelona l'any 1932, la professió no es desenvolupa fins als anys 60 quan s'arriben a crear 42 escoles que ofereixen professionals que troben ocupació als hospitals, empreses, serveis de psiquiatria o d'infància. S'inicia també el treball de comunitat i l'atenció social a col·lectius de persones amb disminució psíquica i alcoholisme. Els treballadors socials promouen serveis als barris més marginals, promouen i participen en la reclamació i la defensa de drets socials i civils junt amb altres professionals i grups de ciutadans.
Amb la recuperació democràtica, a partir de l'any 1978, es produeix un desplegament de serveis i recursos socials que fins aleshores no havien existit, amb un concepte modern basat en el dret de tot ciutadà d'ésser atès pels serveis públics que es van creant. El treballador social es considera el professional clau dels serveis de benestar social, com el metge ho és dels serveis de salut; tot i que la importància del treball interdisciplinari avui dia és inqüestionable.